# Поджореале
Поджореа́ле (итал. Poggioreale) — коммуна в Италии, располагается в регионе Сицилия, подчиняется административному центру Трапани.
Население составляет 1711 человек, плотность населения составляет 46 чел./км². Занимает площадь 37 км². Почтовый индекс — 91020. Телефонный код — 0924.
Покровителем коммуны почитается святитель Антоний Падуанский.
Коммуна остаётся полуразрушенной в результате землетрясения 1968 года. В июле 2019 года появились сообщения о планах восстановления общины.